# Oberstinzel
Ne doit pas être confondu avec Niederstinzel.
Oberstinzel est une commune française située dans le département de la Moselle, en région Grand Est.
Cette commune se trouve dans la région historique de Lorraine et fait partie du pays de Sarrebourg.

## Géographie
La commune est traversée par la ligne de Réding à Metz-Ville. La gare d'Oberstinzel est cependant fermée à tout trafic.

### Communes limitrophe
| Bettborn   |             | Hellering-lès-Fénétrange |
| Gosselming | Oberstinzel | Gœrlingen Bas-Rhin       |
|            | Dolving     | Sarraltroff              |

### Écarts et lieux-dits
Sarreck.

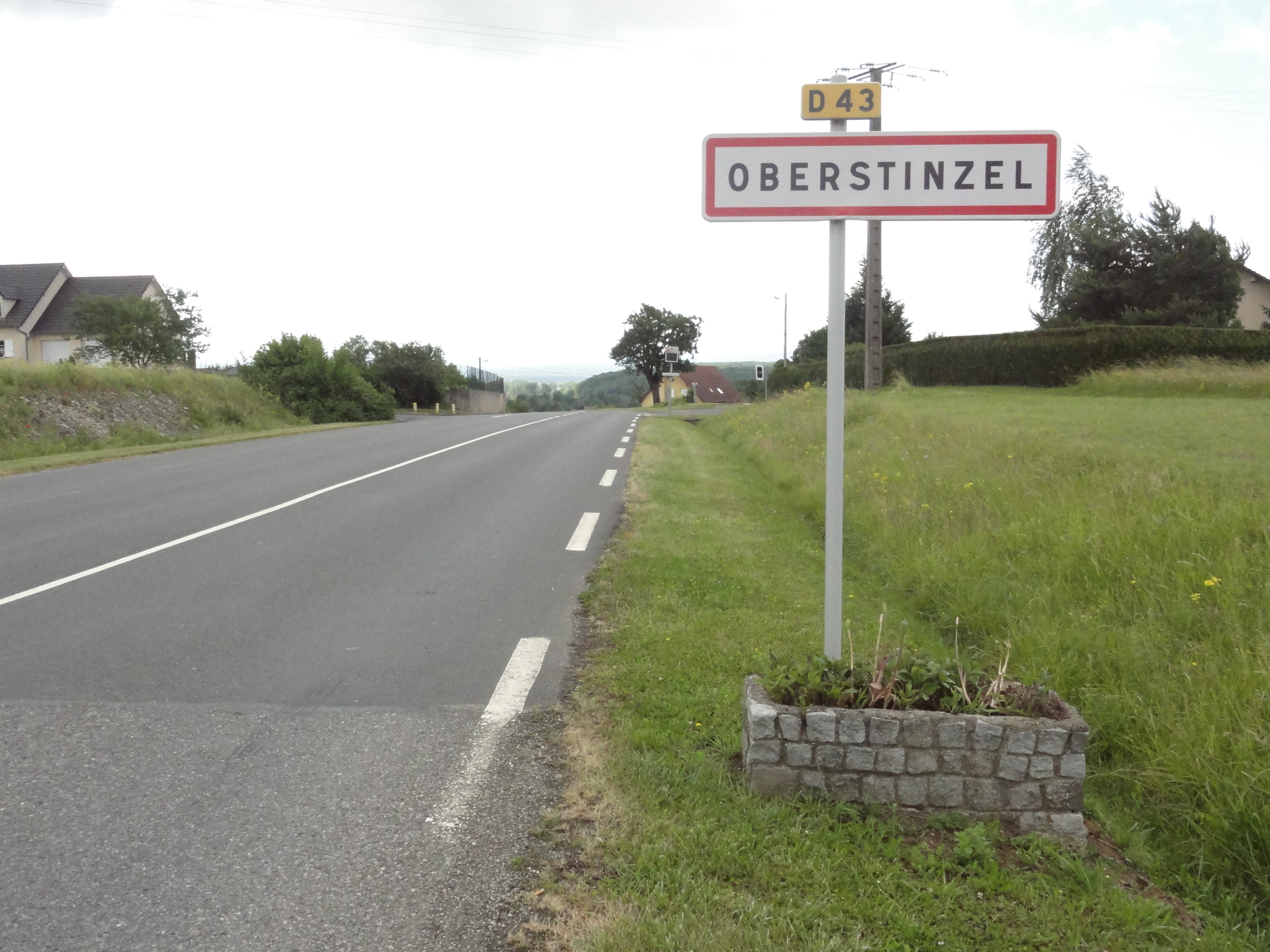
Panneau d'entrée d'Oberstinzel.
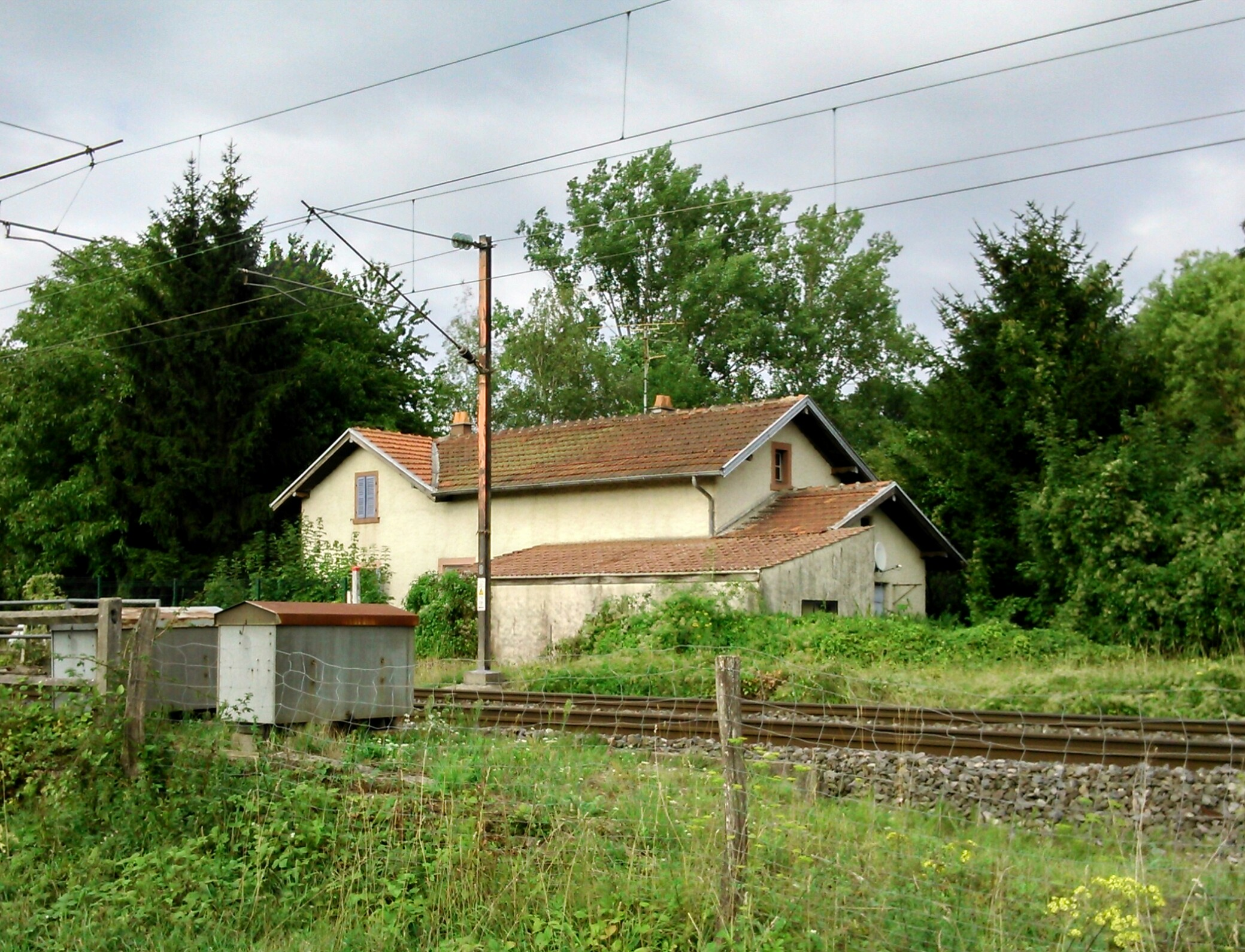
L'ancienne gare.
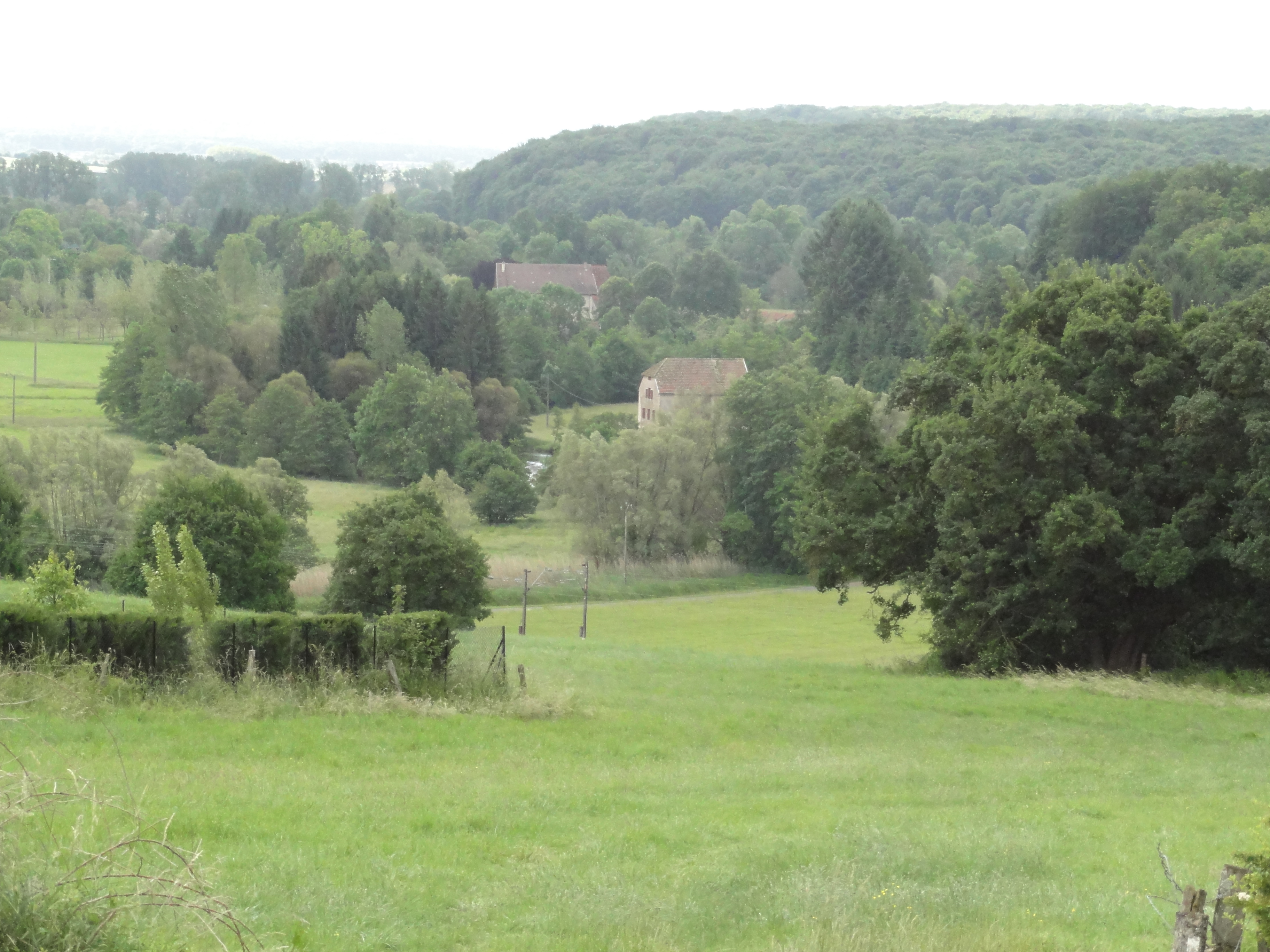
Paysage

### Hydrographie
La commune est située dans le bassin versant du Rhin au sein du bassin Rhin-Meuse. Elle est drainée par la Sarre et le ruisseau le Landbach.
La Sarre, d'une longueur totale de 129,2 km, est un affluent de la Moselle et donc un sous-affluent du Rhin, qui coule en Lorraine, en Alsace bossue et dans les Länder allemands de la Sarre (Saarland) et de Rhénanie-Palatinat (Rheinland-Pfalz).
Le Landbach, d'une longueur totale de 18,1 km, prend sa source dans la commune de Languimberg et se jette  dans la Sarre en limite de Gosselming et d'Oberstinzel, après avoir traversé neuf communes.

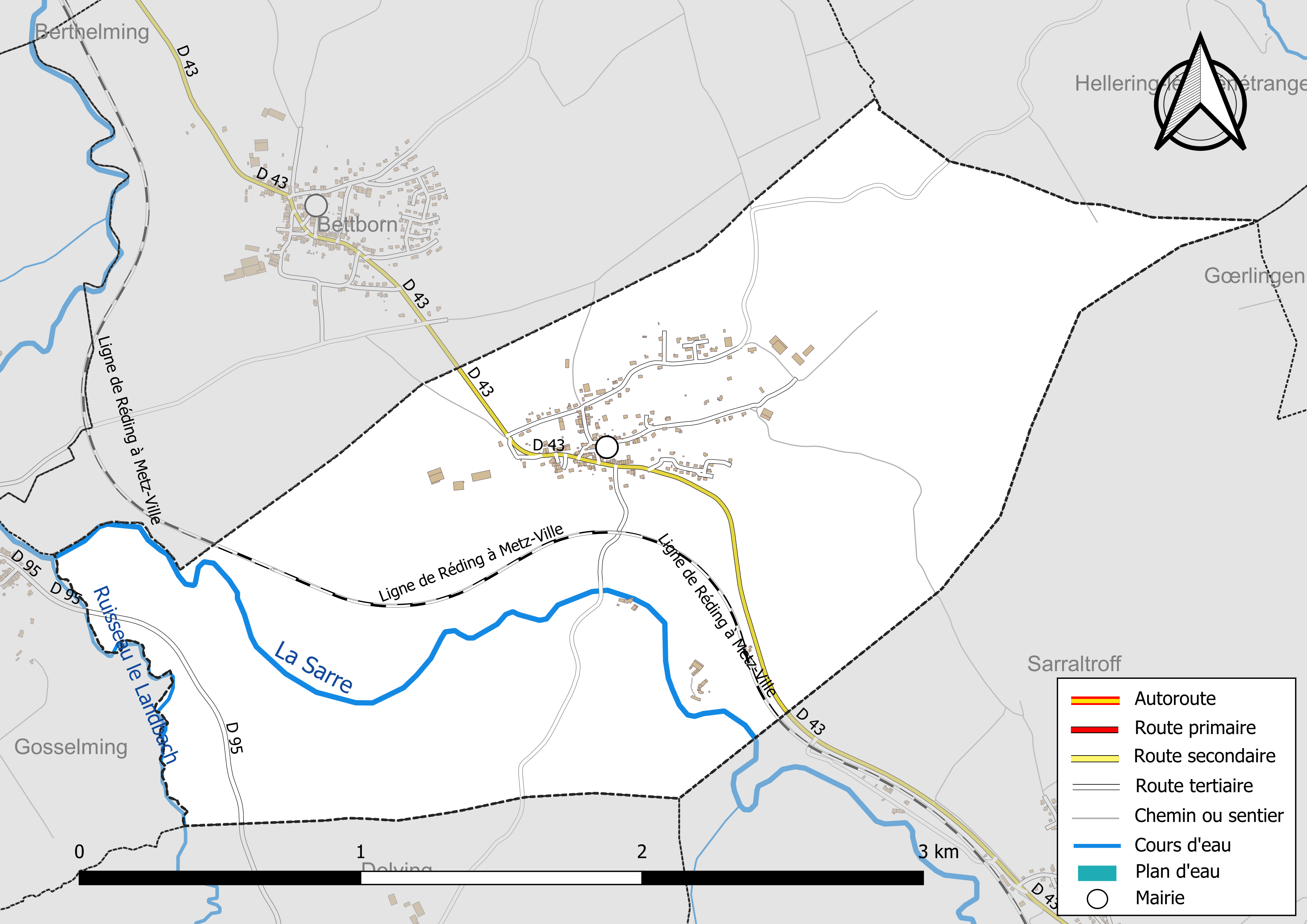
Réseaux hydrographique et routier d'Oberstinzel.

La qualité de la Sarre et du ruisseau le Landbach peut être consultée sur un site spécial géré par les agences de l’eau et l’Agence française pour la biodiversité.

### Climat
Pour des articles plus généraux, voir Climat du Grand Est et Climat de la Moselle.
En 2010, le climat de la commune est de type climat des marges montargnardes, selon une étude du Centre national de la recherche scientifique s'appuyant sur une série de données couvrant la période 1971-2000. En 2020, Météo-France publie une typologie des climats de la France métropolitaine dans laquelle la commune est exposée à un climat semi-continental et est dans la région climatique  Vosges, caractérisée par une pluviométrie très élevée (1 500 à 2 000 mm/an) en toutes saisons et un hiver rude (moins de 1 °C). 
Pour la période 1971-2000, la température annuelle moyenne est de 9,9 °C, avec une amplitude thermique annuelle de 16,9 °C. Le cumul annuel moyen de précipitations est de 996 mm, avec 12,7 jours de précipitations en janvier et 9,8 jours en juillet. Pour la période 1991-2020, la température moyenne annuelle observée sur la station météorologique de Météo-France la plus proche, « Nitting_sapc », sur la commune de Nitting à 14 km à vol d'oiseau, est de 10,4 °C et le cumul annuel moyen de précipitations est de 993,7 mm. 
La température maximale relevée sur cette station est de 37,9 °C, atteinte le 25 juillet 2019 ; la température minimale est de −19,4 °C, atteinte le 26 décembre 2010,,. 
Les paramètres climatiques de la commune ont été estimés pour le milieu du siècle (2041-2070) selon différents scénarios d'émission de gaz à effet de serre à partir des nouvelles projections climatiques de référence DRIAS-2020. Ils sont consultables sur un site spécial publié par Météo-France en novembre 2022.

## Urbanisme

### Typologie
Au 1er janvier 2024, Oberstinzel est catégorisée commune rurale à habitat dispersé, selon la nouvelle grille communale de densité à sept niveaux définie par l'Insee en 2022.
Elle est située hors unité urbaine. Par ailleurs la commune fait partie de l'aire d'attraction de Sarrebourg, dont elle est une commune de la couronne,. Cette aire, qui regroupe 87 communes, est catégorisée dans les aires de 50 000 à moins de 200 000 habitants,.

### Occupation des sols
L'occupation des sols de la commune, telle qu'elle ressort de la base de données européenne d’occupation biophysique des sols Corine Land Cover (CLC), est marquée par l'importance des territoires agricoles (80,7 % en 2018), en diminution par rapport à 1990 (82,8 %). La répartition détaillée en 2018 est la suivante : 
prairies (63,8 %), terres arables (16,8 %), forêts (11,8 %), zones urbanisées (7,6 %). L'évolution de l’occupation des sols de la commune et de ses infrastructures peut être observée sur les différentes représentations cartographiques du territoire : la carte de Cassini (XVIIIe siècle), la carte d'état-major (1820-1866) et les cartes ou photos aériennes de l'IGN pour la période actuelle (1950 à aujourd'hui).

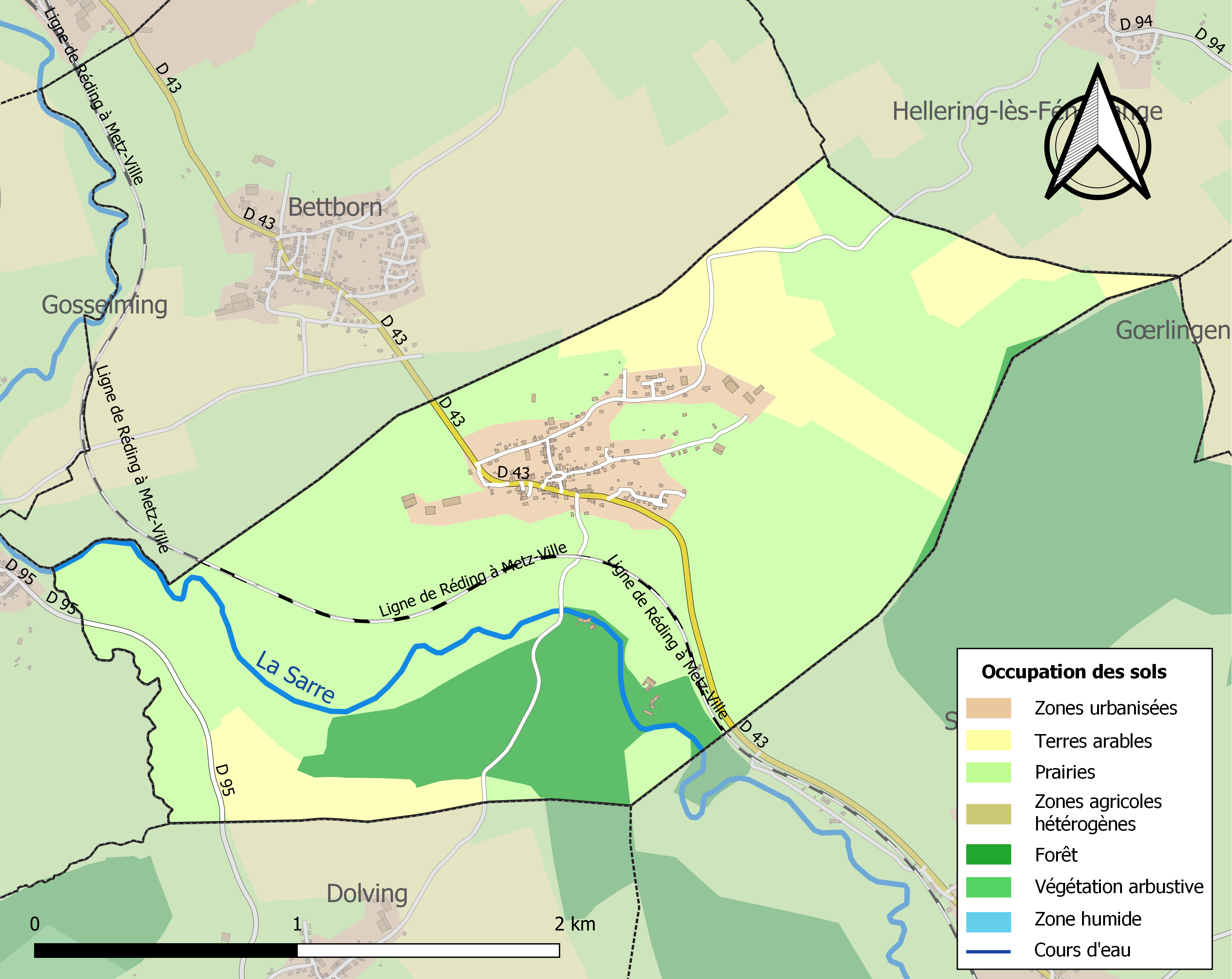
Carte des infrastructures et de l'occupation des sols de la commune en 2018 (CLC).

## Toponymie
- Oberstinzel : de l'adjectif germanique ober « d'en haut » ajouté au nom de lieu Stinzel. Oberstensil (XVe siècle), Obersteynsel (1525), Obersteinsel (1559), Obersteinselle (1751 et 1801), Obersteinsel ou Steinsel-Haut (1779)[15] Oberstinzel (1871-1918)
- Sarreck : Sarecke (XVe siècle), Sarrech (1460), Sarrecken (1471), Sareck (1490), Sarreck (1525), Sareik (1594), Sareick (1719), Saarecke[16].

## Histoire
- L'ancienne seigneurie de Sarreck située sur la Sarre appartenait, au XIVe siècle, à l'évêque de Metz et à la famille Lichtenberg. Sarreck était au XVIe siècle le chef-lieu d'une terre qui ne dépendait d'aucun bailliage.
- En 1381, les habitants de Sarrebourg détruisirent le château.
- Au XVIe siècle, la seigneurie relevait de Frédéric de Lutzelbourg.

### Liste des maires
| Période                                  | Période   | Identité         | Étiquette | Qualité |
| ---------------------------------------- | --------- | ---------------- | --------- | ------- |
| Les données manquantes sont à compléter. |           |                  |           |         |
| 1981                                     | mars 1989 | Julien Biasch    |           |         |
| mars 1989                                | juin 1995 | Roger Hertz      | DVD       | Médecin |
| juin 1995                                | En cours  | Clément Boudinet |           |         |

## Démographie
L'évolution du nombre d'habitants est connue à travers les recensements de la population effectués dans la commune depuis 1793. Pour les communes de moins de 10 000 habitants, une enquête de recensement portant sur toute la population est réalisée tous les cinq ans, les populations de référence des années intermédiaires étant quant à elles estimées par interpolation ou extrapolation. Pour la commune, le premier recensement exhaustif entrant dans le cadre du nouveau dispositif a été réalisé en 2007.

En 2022, la commune comptait 320 habitants, en évolution de −8,05 % par rapport à 2016 (Moselle : +0,52 %, France hors Mayotte : +2,11 %).
| 1793 | 1800 | 1806 | 1821 | 1831 | 1836 | 1841 | 1846 | 1851 |
| ---- | ---- | ---- | ---- | ---- | ---- | ---- | ---- | ---- |
| 230  | 296  | 294  | 300  | 325  | 331  | 316  | 302  | 292  |

| 1856 | 1861 | 1871 | 1875 | 1880 | 1885 | 1890 | 1895 | 1900 |
| ---- | ---- | ---- | ---- | ---- | ---- | ---- | ---- | ---- |
| 252  | 273  | 240  | 239  | 249  | 250  | 253  | 248  | 267  |

| 1905 | 1910 | 1921 | 1926 | 1931 | 1936 | 1946 | 1954 | 1962 |
| ---- | ---- | ---- | ---- | ---- | ---- | ---- | ---- | ---- |
| 249  | 253  | 240  | 232  | 215  | 218  | 214  | 218  | 240  |

| 1968 | 1975 | 1982 | 1990 | 1999 | 2006 | 2007 | 2012 | 2017 |
| ---- | ---- | ---- | ---- | ---- | ---- | ---- | ---- | ---- |
| 197  | 211  | 244  | 244  | 274  | 299  | 303  | 352  | 340  |

| 2022 | - | - | - | - | - | - | - | - |
| ---- | - | - | - | - | - | - | - | - |
| 320  | - | - | - | - | - | - | - | - |

## Culture locale et patrimoine

### Lieux et monuments

#### Patriomoine religieux
- Église Saint-Denis : chœur carré XIVe siècle, clocher 1869.
- Un calvaire et des croix de chemin

#### Patrimoine civil
- Vestiges d'une villa.
- Le château de Sarreck actuel remonte au XVIe siècle une ruine sur une hauteur indiquerait l'emplacement du château primitif, attesté au début du XIVe siècle. En 1381 il appartenait au comte Henri de la Petite-Pierre, brûlé et détruit par les Sarrebourgeois. Le nouveau château fut reconstruit au XVIe siècle, partiellement détruit durant la guerre de Trente Ans, restauré au XVIIIe siècle par le baron de Bande Vendu comme bien national, propriétaire actuel les descendants d'Alexandre Hertz notaire et conseiller général à Sarrebourg. Le plus illustre propriétaire fut le général Adam Philippe de Custine commandant de l'armée du Rhin, guillotiné en 1793. La tour-porche date du XVIe siècle.
- Le moulin sur la Sarre.
- Le pont sur la Sarre qui porte le nom du Colonel Rouvillois, 20 novembre 1944.

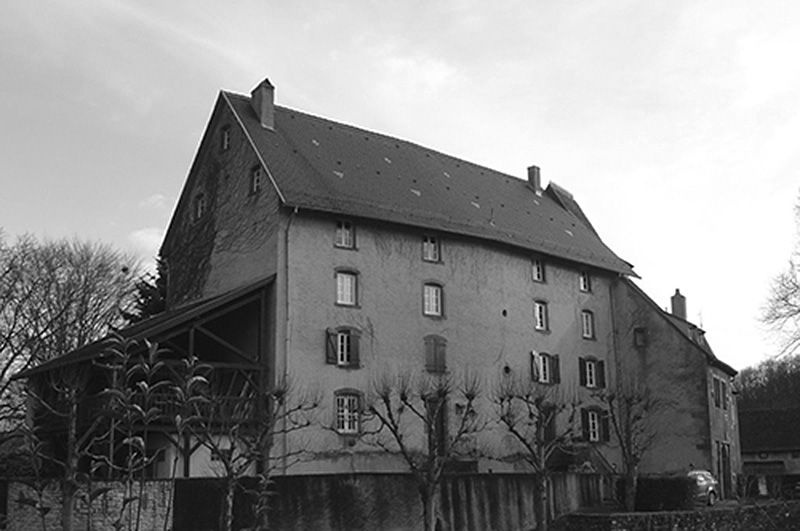
Château de Sarreck.
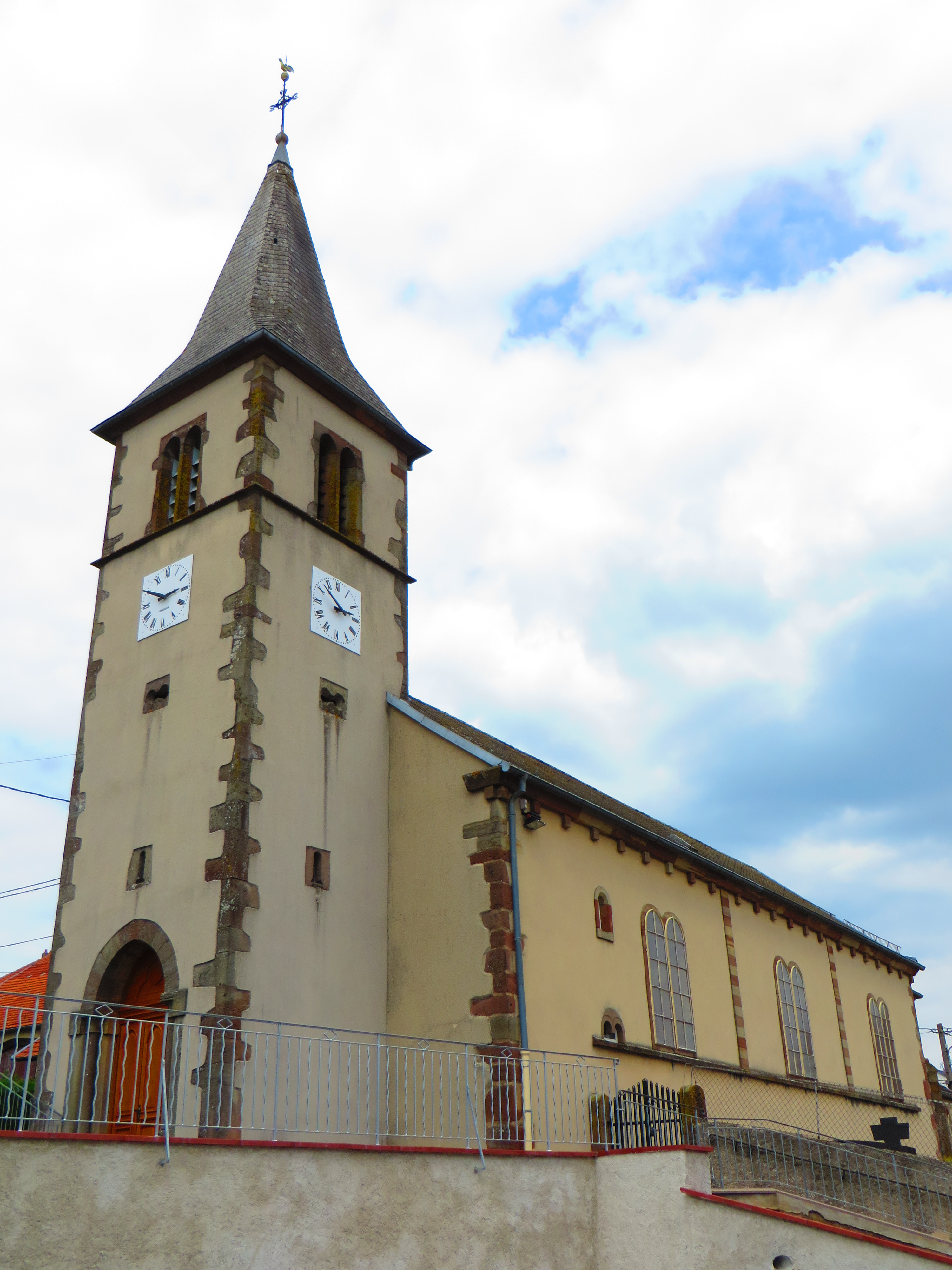
Église Saint-Denis.
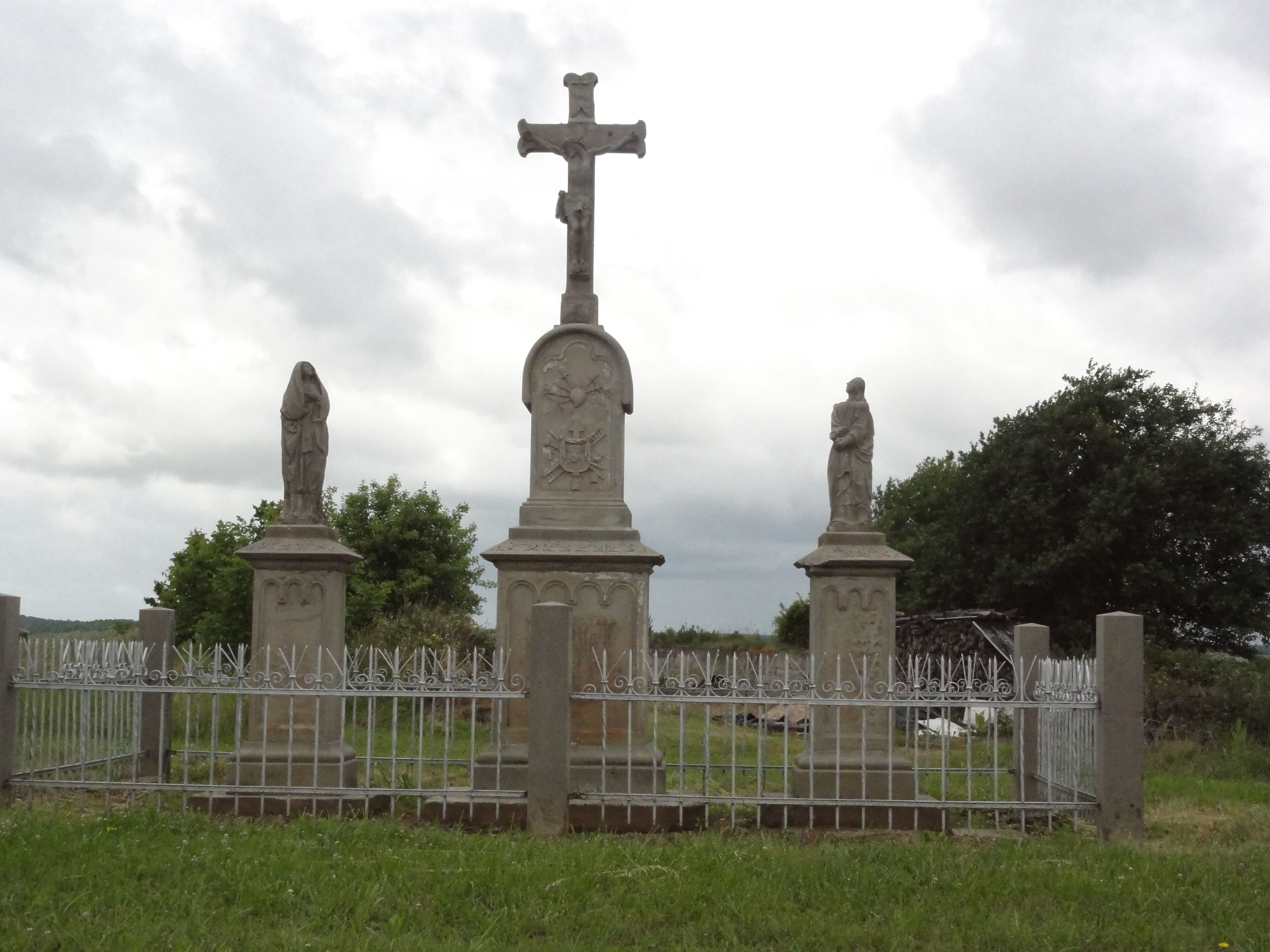
Le calvaire du D43.
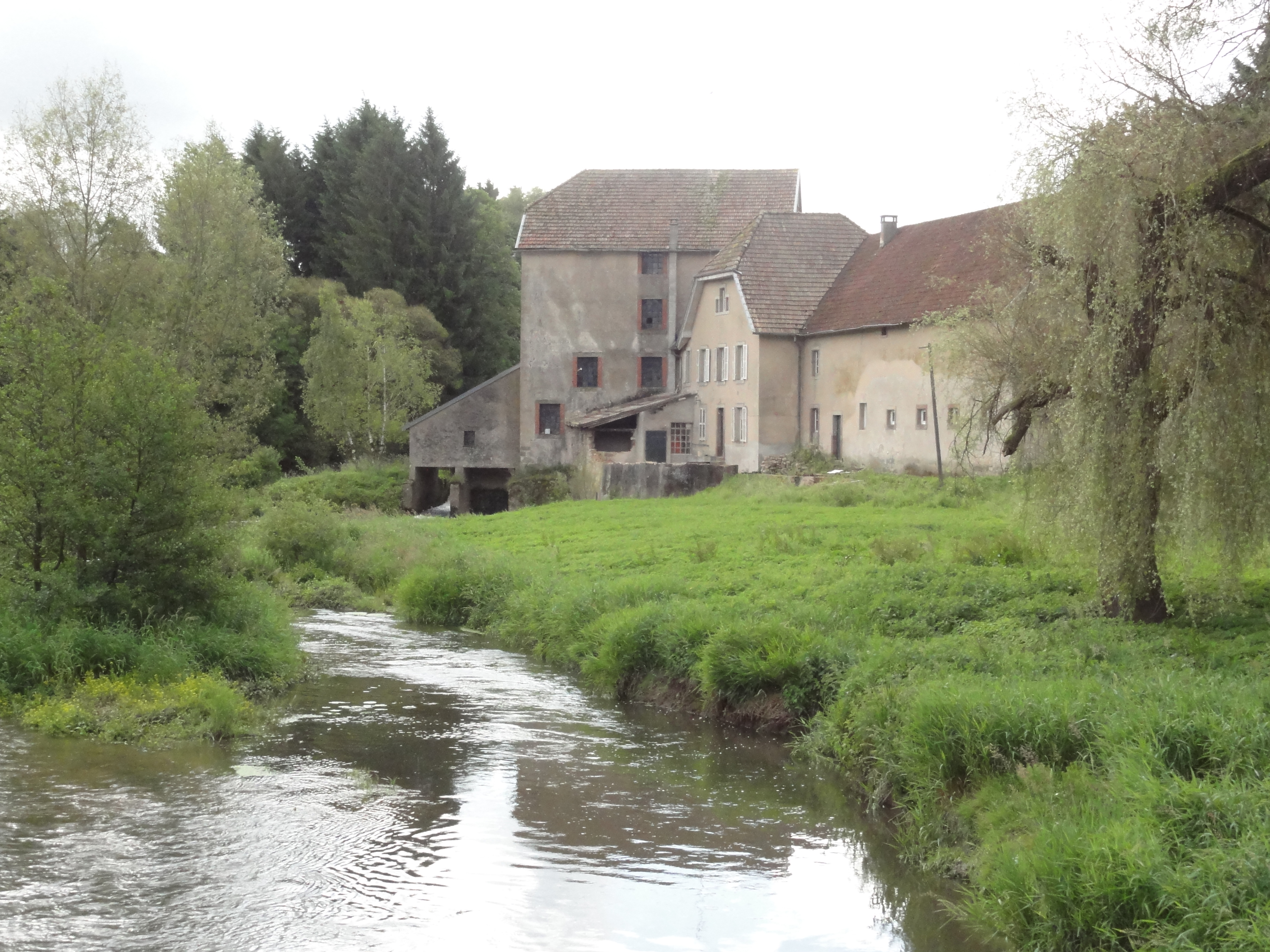
Moulin sur la Sarre.
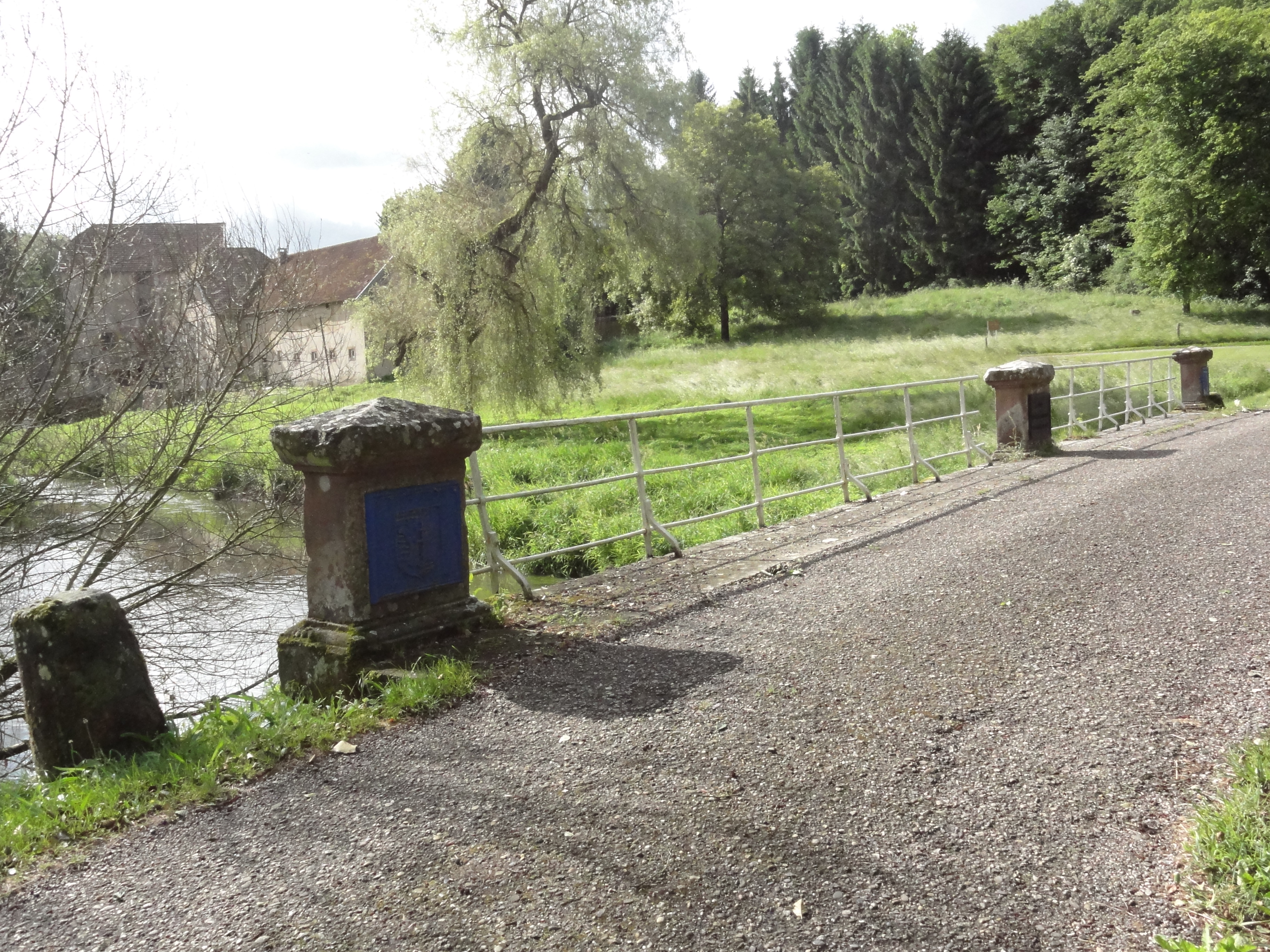
Le pont Colonel Rouvillois.

### Héraldique
| Armes d'Oberstinzel | Les armes d'Oberstinzel se blasonnent ainsi : « Coupé d'azur à la fasce d'argent et de gueules au chevron ployé d'argent. » |

## Pour approfondir